# Burmoniscus kempi
Burmoniscus kempi är en kräftdjursart som först beskrevs av Walter E. Collinge 1916.  Burmoniscus kempi ingår i släktet Burmoniscus och familjen Philosciidae. Inga underarter finns listade i Catalogue of Life.